# 미녀와 야수 (시즌 1)
미국 TV 시리즈인 미녀와 야수는 1987년 동명의 CBS TV 시리즈(Sherri Cooper-Landsman과 Jennifer Levin 제작)에서 작은 영감을 받은 이 프로그램의 첫 번째 시즌은 2012년 10월 11일에 시작되어 2013년 5월 16일까지 총 22개의 에피소드로 구성되었다.
미녀와 야수 시즌 1은 목요일 오후 9시(미국, 동부 표준시 ) 지상파 텔레비전 네트워크인 The CW에서 방영되었으며, 한 에피소드당 평균 178만 명의 시청자를 사로잡았다.

## 전제
법대생인 캐서린 챈들러(Catherine Chandler)는 어머니가 총에 맞아 살해되는 것을 목격하게 되고 그 살인자로부터 야수 같은 자에게 구해진다.  9년 후, 현재 NYPD의 탐정으로 일하고 있는 그녀는 한 사건을 통해 군 복무 활동 중 사망한 것으로 알려진 전직 군인인 빈센트 켈러(Vincent Keller)가 실제로 살아 있다는 사실을 알게 된다. 캐서린은 그를 알게 되면서 어머니의 살인 사건과 빈센트가 누구인지(그리고 무엇인지) 더 많이 알게 된다. 동시에 그들은 서로를 알아가고 결국 사랑에 빠지게 된다.

### 구성
이 시즌은 캐서린과 빈센트가 함께 관계를 추구하는 한편, 빈센트를 죽이고 싶어하는 머필드라는 극비 정부 조직에 쫓기는 이야기를 중심으로 전개된다. 머필드는 아프가니스탄에서 싸우는 군인들에 대한 세간의 이목을 끄는 비밀 실험을 수행한 것으로 밝혀진다. 육체적으로 더욱 빠르고 강해진 군인들을 통해  전쟁에서 더 빨리 승리할 수 있게 되기를 바란 것이다. 그러나 새로운 능력들로 부대 전체가 통제 불능 상태가 되면서 문제가 발생한다. 정부는 그 군인들을 모두 죽이라고 명령하지만, 빈센트는 탈출하여 그 이후로 숨어 지낸다. 이번 시즌에 머필드는 빈센트를 잡기 위해 여러 시도를 하게 되고, 심지어 캐서린과 그녀의 지인들의 도움을 받아 빈센트를 잡으려 한다.
- 캐서린 가족의 역사를 파헤치다.
  - 캐서린은 어머니가 두 명의 암살자에게 총에 맞아 사망하는 것을 목격했고, 이 후 그 암살자들은 빈센트에게 죽게 된다. 갑자기 나타난 남자들이 아무말 없이 어머니를 총살한 것을 목격한 캐서린은 차량 절도에 의해 어머니가 사망했고 경찰에서 두 명의 살해범의 신원을 찾을 수 없다는 공식 보고를 믿지 않았고, 어머니가 살해된 이유는 정부의 음모라고 믿게 된다. 나중에서야 캐서린의 어머니가 머필드에서 비밀실험을 수행했고 궁극적으로 빈센트를 야수로 만드는 데 도움을 주었다는 것이 밝혀진다. 이 시즌 내내 캐서린은 사건을 해결해 나가면서 어머니의 기억에 대한 상반된 감정을 느끼게 된다.
  - 캐서린은 시즌 마지막 에피소드에서 아버지가 쓰러지는 것을 보고 생물학적으로 자신의 진짜 아버지가 아니라는 것을 알게 된다.

- 빈센트의 DNA 돌연변이는 점점 더 야수처럼 변하게 된다.
  - 그는 블랙아웃을 경험하기 시작한다. 그러나 캐서린과 빈센트는 서로를 보기 위해 멈추지 않는다.
  - 검사 가브리엘 로웬(Gabriel Lowen)은 야수 같은 공격을 조사하기 위해 캐서린의 관할 구역을 방문하고, 시간이 지남에 따라 자신이 머필드에 대해 알고 있을 뿐만 아니라 빈센트와 같은 능력을 공유하고 있음을 드러낸다.
  - 처음에 적이었던 가브리엘은 시즌이 끝날 무렵 빈센트의 동맹이 되고, 머필드가 그들에게 가한 바이러스에 대한 치료법을 찾았다고 제안한다. 빈센트는 궁극적으로 가브리엘이 치료를 원하는지 아닌지 궁금해한다.

- 빈센트가 잡히다.
  - 시즌 마지막 에피소드에서 헬리콥터가 그물을 떨어뜨려 그를 생포하여 잡아가자 캐서린은 마음이 무너진다. 빈센트가 체포되자 캐서린의 머리에 총이 조준된다. 그러나 누군가가 그들에게 총을 쏘지 말라고 명령하고, 이를 명령한 밥 레이놀즈 요원은 캐서린의 생물학적 아버지라 밝힌다.

## 배역
| - 크리스틴 크루크 - 캐러신 챈들러 켈러 - 제이 라이언 - 빈센트 켈러 - 맥스 브라운 - 에번 마크스 - 센딜 라마머시 - 데이브리얼 로언 - 오스틴 베이시스 - J.T. 포브스 - 니나 리산드렐로 - 테스 바르가스 - 브라이언 J.화이트 - 조 비숍 | - 니콜 게일 앤더슨 - 헤더 챈들러 - 롭 스튜어트 - 토마스 챈들러 - 브리짓 리건 - 알렉스 솔터 - 샨텔 반샌튼 - 테일러 - 에디 가테지 - 카일 - 카이라 레디요 - Dr. 바네사 챈들러 - 타이 올슨 - 가넷 - 레이첼 스카스턴 - 브룩 챈들러 - 크리스찬 케이즈 - 다리우스 비숍 - 테드 휘톨 - 요원 밥 레이놀즈 |